# Village des pruniers

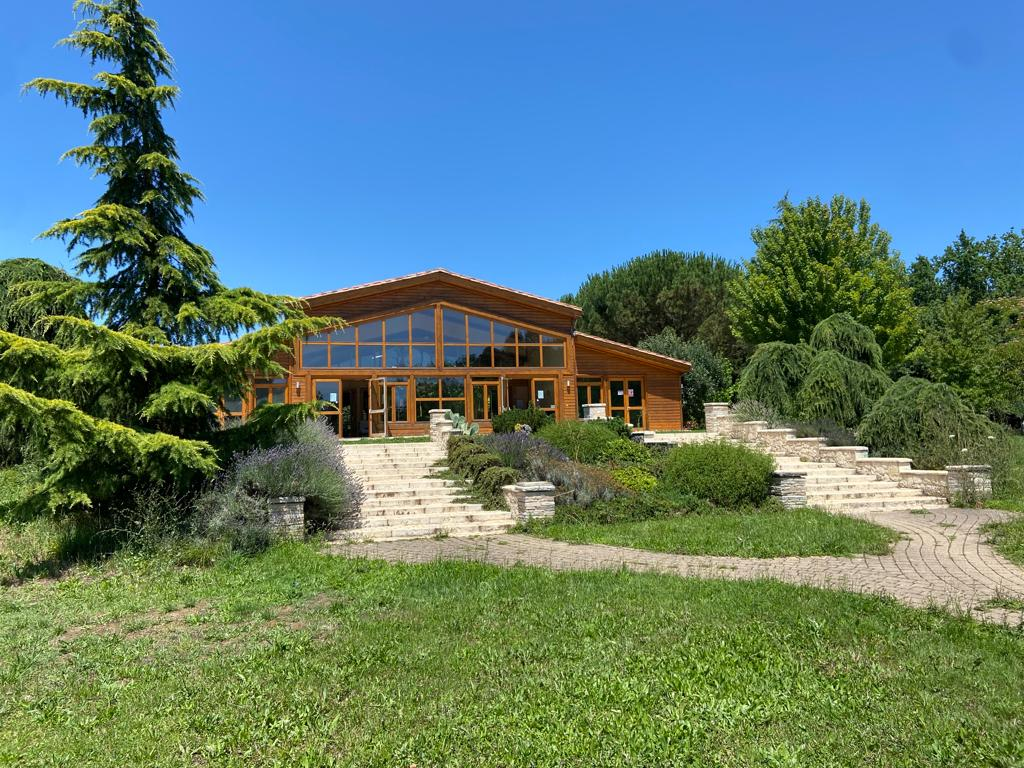
Village des Pruniers - Salle de Méditation du Hameau du Haut

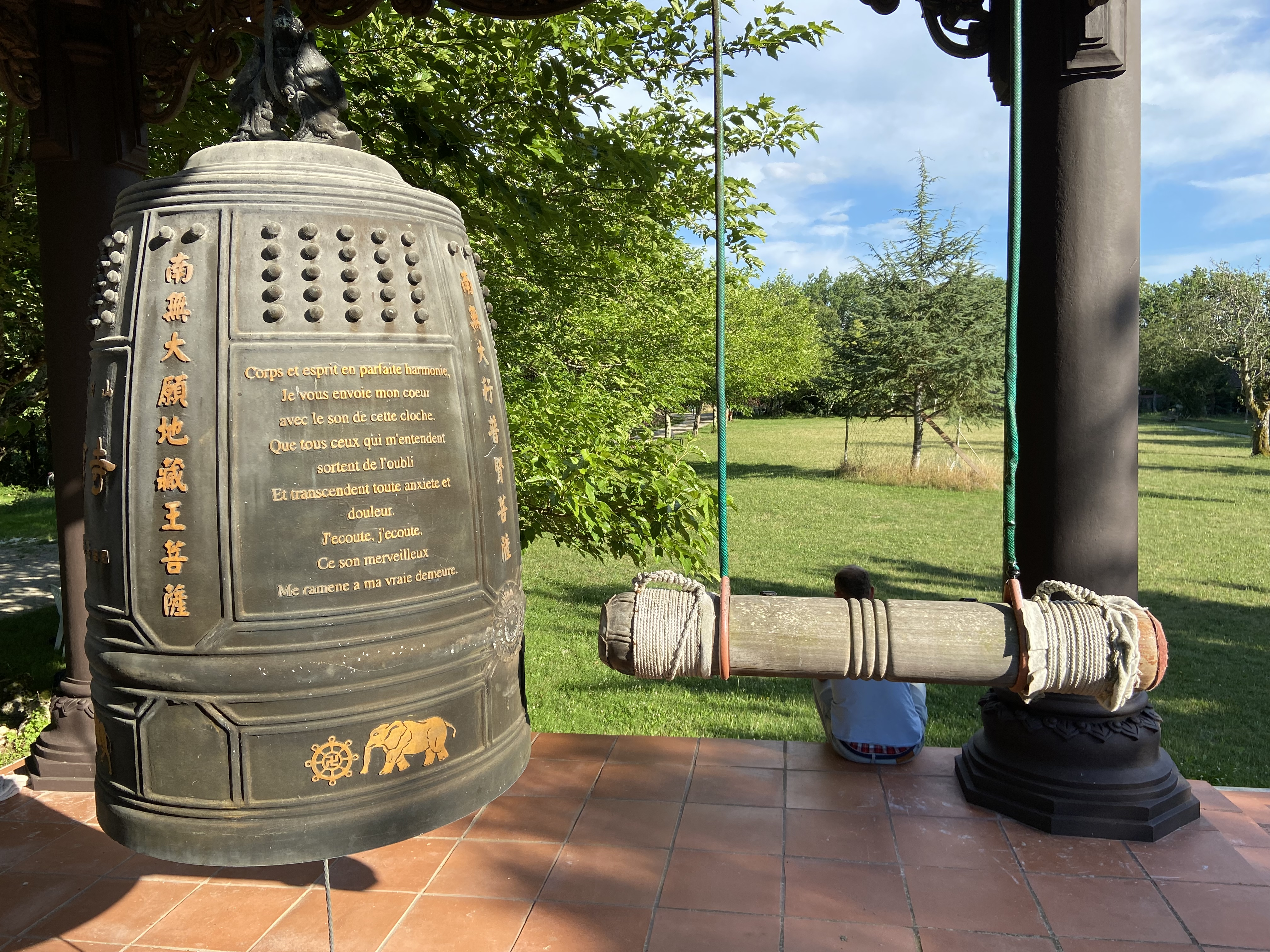
Grande cloche au Village des Pruniers (Hameau du Haut)

Le Village des Pruniers est un centre de méditation et un temple bouddhiste situé dans le sud-ouest de la France. Il a été fondé en 1982 par deux moines vietnamiens, Thích Nhất Hạnh (Thầy) et sœur Chân Không. Le Village comporte 3 hameaux (Hameau du Haut, pour les moines; Hameau du Bas et Hameau Nouveau pour les moniales) répartis sur trois départements limitrophes : Dordogne, Gironde et Lot-et-Garonne.

## Histoire
En exil en France depuis 1966 à cause de son opposition à la guerre, Thích Nhất Hạnh a fondé en 1975 une première communauté de pratique de la pleine conscience à Fontvannes - un village situé près de Troyes - appelé "Les Patates Douces" (du nom du plat que mangent les pauvres au Vietnam). Après son expulsion de Singapour d'où il organisait des sauvetages illégaux de boat people vietnamiens à la fin des années 70, il commença à mener des retraites de pleine conscience.
C'est ainsi qu'en 1981, la communauté des Patates Douces organisa sa première grande retraite d'été qui attira plus de personnes qu'elle ne pouvait en accueillir. Thích Nhất Hạnh avec son assistante, Sœur Chân Không se rendirent donc dans le sud du pays pour y trouver un plus grand endroit où installer leur communauté. Ils trouvèrent un terrain idéal, niché en haut d'une colline à Thénac, en Dordogne mais le propriétaire, M. Dézon, n'était pas prêt à le céder. Continuant leur recherche, ils achetèrent quelques jours plus tard, le 28 septembre 1982, un autre terrain situé en contrebas dans le village limitrophe de Loubès-Bernac, qu'ils ont nommé Hameau du Bas. Plus tard, dans la même année, une tempête détruisit les vignes de M.Dézon, le conduisant à mettre en vente sa propriété. Thầy acheta la parcelle et l'appela Hameau du Haut. Ensemble ces deux hameaux étaient nommés Village des Kakis (en vietnamien: Làng Hồng), car Thầy avait pour projet d'en cultiver. Mais rapidement, il devint clair que les pruniers pousseraient bien plus facilement sur le sol rocheux du Village et c'est ainsi qu'il fut renommé Village des Pruniers (en vietnamien: Làng Mai).
Depuis lors, le Village s'est développé à mesure que le nombre de retraitants augmentait, aidé par la diffusion croissante des ouvrages de Thích Nhất Hạnh ainsi que des pratiques de méditation et de pleine conscience en Occident. Ainsi, en 1997, le Village a fait l'acquisition d'un terrain pour les moniales à Dieulivol à 25 km des hameaux originels, pour y construire le Hameau Nouveau.
Tout au long de l'année, la communauté du Village propose des retraites allant d'une semaine à trois mois (Retraite des Pluies). Et chaque été, une retraite pour les jeunes (retraite Wake-Up pour les 18-35 ans) et une retraite pour les familles sont organisées.

## Pratique
En plus de faire partie de la tradition du Bouddhisme Zen, le Village des Pruniers pratique également le Bouddhisme engagé, c'est-à-dire l'application des enseignements du Bouddha dans la société pour aider à résoudre les problèmes sociaux et environnementaux de notre temps.
D'où l'idée de proposer des retraites spécifiques (pour les enseignants, les psychothérapeutes, les activistes pour le climat...); le reversement d'une partie des recettes du Village pour soutenir les enfants pauvres dans le Tiers Monde; la création de Plum Village App, une application gratuite de méditation en pleine conscience qui regroupe également les enseignements du Village...
Au quotidien, l'emploi du temps typique pour les monastiques et les retraitants est le suivant :
- 5:00 : Lever
- 6:00 : Méditation assise et marche méditative lente
- 7:00 : Petit-déjeuner
- 9:00 : Enseignement du Dharma / Classes / Présentations / Travail
- 11:30 : Marche méditative
- 12:30 : Déjeuner
- 13:30 : Repos
- 15:00 : Méditation du Service (Travail pour la communauté)
- 18:00 : Dîner
- 20:00 : Méditation du soir, chants des sutras...
- 21:30 : Noble silence
- 22:00 : Extinction des feux

Et tout au long de la journée, à chaque fois que les résidents du Village entendent le son de la cloche (annonçant le début d'une activité), ou du carillon de l'horloge (sonnant toutes les 15 minutes) ils s’arrêtent un instant pour revenir en eux, à leur respiration consciente.

## Risques de dérives sectaires
Le mouvement est soupçonné de dérives sectaires par la Miviludes qui recense 12 saisines entre 2018 et 2020.